# 清水裕亮
清水 裕亮（しみず ゆうすけ、1992年2月7日 - ）は、日本の舞台俳優、声優。

## 略歴
円研修所を経て2015年よりテアトル・エコー放送映画部所属。
V-NEXT2019で日本テクノロジーソリューション賞とゲスト賞を受賞。

## 出演
太字はメインキャラクター。

### 吹き替え

#### 映画
- 愛と哀しみの旅路 ※Disney+版
- アバター:ウェイ・オブ・ウォーター[3]
- ウエスト・サイド・ストーリー（ブラウリオ〈セバスチャン・セラ〉[4]）
- クルエラ[5]
- この世に私の居場所なんてない
- 最後の追跡[1]
- シークレット・ソサエティ 王家第二子 秘密結社（マイク）
- ジェーン（ヴィック・ビショップ〈ボイド・ホルブルック〉）
- ショウほど素敵な商売はない（スティーヴ・ドナヒュー）
- シェーン（クリス・キャロウェイ〈ベン・ジョンソン〉[6]）※N.E.M版
- 人生はシネマティック!
- 好きだった君へのラブレター（ルーカス）
- 好きだった君へ: P.S.まだ大好きです（ルーカス）
- 好きだった君へ: これからもずっと大好き（ルーカス）
- セキュリティ（ジョニー）
- ボストン ストロング 〜ダメな僕だから英雄になれた〜（サリー）
- マダム・ウェブ[7]
- ムーラン（ロンウェイ）
- メリー・ポピンズ リターンズ

#### ドラマ
- リヴィエラ～隠された真実～（アダム[1]）
- アメリカン・ホラー・ストーリーシーズン8
- イエローストーン（ケイシー・ダットン〈ルーク・グライムス〉）
- Weeds〜ママの秘密〜（サイラス・ボトウィン〈ハンター・パリッシュ〉）
- 運命を変える8日間（デブレー、ローガン）
- カササギ殺人事件（ロバート・ブラキストン〈ハリー・ローティー〉）
- グリーンリーフ（アイザイア、アーロン）
- コブラ会（ミッチ[1]）
- 私立探偵ダーク・ジェントリー
- 親愛なる白人様[1]
- 青春越壁 (青春ウォルダム　呪われた王宮) (シム・ヨン〈キム・ウソク〉）
- ダーマー（スティーヴン）
- テッド・ラッソ:破天荒コーチがゆく（ネイト〈ニック・モハメッド〉、サム〈トヒーブ・ジモ〉）
- 飛べないアヒル ゲームチェンジャー
- ビビ&ティナ〜魔法におまかせ!〜（チコ[1]）
- ブロードチャーチ〜殺意の町〜
- マペット大集合!（サボテン）
- ホークアイ（2021年、男性進行役、ウェーター2、カードル刑事、マフィア）
- ロキ（2021年、マーティン、分析官1182E、男性客）
- ロング・ナイト 沈黙的真相（2022年、ホウ・グイピン〈ルー・スーユー〉[8]）

#### アニメ
- アバローのプリンセス エレナ
- 『インサイド・ヘッド』の世界より:ライリーの夢の製作スタジオ（ジギー）
- カーズ/クロスロード（バッバ・ホイールハウス）
- スーパーウィングス（チェイス）
- しゅつどう!パジャマスク
- 整形水
- ソウルフル・ワールド
- ちいさなプリンセス ソフィア
- トゥカ&バーティー（スペックル）
- バズ・ライトイヤー（フェザリンガムスタン[9]）
- ビー・クール スクービー・ドゥー![1]
- モアナと伝説の海2[10]
- モンスター・ハイ（クロード・ウルフ）
- わたしたち、ララループシー!（エース）

#### ボイスオーバー
- オーバーホール 改造車の世界
- ゴールド・ラッシュ〜人生最後の一攫千金〜（パーカー・シュナブル[1]）
- NHK BS世界のドキュメンタリー

### ゲーム
- キャプテン翼〜たたかえドリームチーム〜（2017年）
- グランブルーファンタジー リリンク（2024年）

### CM
- 誰ガ為のアルケミスト（5周年記念TVCMナレーション）

### 舞台
- シェイクスピア・シアター
  - ロミオとジュリエット（ベンヴォーリオ）
  - 夏の夜の夢（パック）
  - 間違いの喜劇（アンジェロ）
  - 傑作喜劇選（パック、アンジェロ）

### その他
- NHK プロフェッショナル 仕事の流儀（神谷浩史役：再現ドラマ部分）